# Uvdloriaĸ Løvstrøm
Hans Mathias Uvdloriaĸ Løvstrøm [hans maˈtiːas ˈuɬːɔʁiɑq ˈløu̯sdʁɶm] (* 23. August 1936 in Savissivik; † 13. Juli 2015) war ein grönländischer Kommunalpolitiker (Siumut) und Gewerkschafter.

## Leben
Uvdloriaĸ Løvstrøm war der Sohn von Ûssarĸak (1913–1937) und seiner Frau Anna Lia Nicoline Løvstrøm (1902–1984). Über seinen Vater war er ein Neffe von Inuutersuaq Ulloriaq (1906–1986). Seine Tante Navarana war die Frau des Polarforschers Peter Freuchen. Er heiratete am 13. März 1960 die Hilfskrankenschwester Louise Trolle (* 1938).
Uvdloriaĸ arbeitete von 1955 bis 1980 als Motorenassistent und anschließend von 1980 bis 1984 als Maschinist. Er war von 1959 bis 1961 Vorsitzender beim Grönländischen Blauen Kreuz. Von 1965 bis 1983 war er Vorsitzender der Lokalvereinigung von Grønlands Arbejder Sammenslutning. Von 1989 bis 1993 war er Aufsichtsratsmitglied im Gemeindeverband KANUKOKA.
Er kandidierte erstmals 1971 für einen Platz in Grønlands Landsråd, erhielt aber keinen Platz. 1979 kandidierte er für das erste Inatsisartut, konnte aber ebenfalls keinen Parlamentssitz erzielen. 1983 kandidierte er bei der Kommunalwahl und zog in den Gemeinderat der Gemeinde Uummannaq ein. Er wurde im Anschluss zum ersten Vizebürgermeister ernannt. Als im Folgejahr Bürgermeister Karl Møller zurücktrat, wurde Uvdloriaĸ zu seinem Nachfolger gewählt. Er blieb 13 Jahre lang bis 1997 Bürgermeister, als er bei der Bürgermeisterwahl nicht mehr genügend Stimmen vom Gemeinderat erhielt.
Am 2. Oktober 2003 erhielt er den Nersornaat in Silber.